# هوول هاوسر
 هوول هاوسر  (انگلیسی: Huell Howser؛ زاده ۱۸ اکتبر ۱۹۴۵ درگذشته ۷ ژانویهٔ ۲۰۱۳) یک مجری، هنرپیشه و صدا پیشه بود.